# 富加町立富加小学校
富加町立富加小学校（とみかちょうりつ とみかしょうがっこう）は、岐阜県加茂郡富加町にある公立小学校。富加町唯一の小学校であり、富加町全域を校区としている。

## 沿革
- 1873年（明治6年）
  - 5月 - 加治田村の日新舎を本校とし、支校として以下の学校が開校する。
    - 大山村に桂林舎が開校。齢峯寺[注釈 1]を仮校舎とする。
    - 羽生村に誠心舎が開校。大梅寺を仮校舎とする。
    - 滝田村に恭明舎が開校。法源寺[注釈 2]を仮校舎とする。
    - 高畑村に養源舎が開校。万久寺[注釈 3]を仮校舎とする。
    - 夕田村に正明舎が開校。
    - 大平賀村に日生舎[注釈 4]が開校。

  - 12月 - 恭明舎と養源舎が合併し、恭明小学校となる。新築移転。
- 1886年（明治19年）11月 - 恭明小学校、誠心小学校、桂林小学校を統合。滝田簡易科小学校になる。
- 1888年（明治21年）1月 - 滝田尋常簡易科小学校に改称する。校区は滝田村、高畑村、羽生村、大山村。
- 1889年（明治22年）10月 - 夕田村が校区に加わる。
- 1890年（明治23年）9月 - 滝田村字東山浦1381-1（現在地）に新築移転。
- 1893年（明治26年）3月 - 滝田尋常小学校に改称する。
- 1897年（明治30年）
  - 4月1日 - 滝田村、羽生村、大山村、高畑村、夕田村が合併し、富田村が発足。
  - 11月 - 富田尋常小学校に改称する。
- 1903年（明治36年）5月 - 農業補習学校を併設する。
- 1906年（明治39年）4月 - 富田尋常高等小学校に改称する。
- 1941年（昭和16年）4月1日 - 富田国民学校に改称する。
- 1947年（昭和22年）
  - 4月1日 - 富田村富田小学校に改称する。富田村・加治田村・加茂野村・伊深村の四ヶ村組合立中学校が開校。校舎不足のため、富田地区の中学校生徒1・2年生は富田小学校で授業を受ける。
  - 9月8日 - 富田村加治田村加茂野村伊深村四ヶ村組合立中学校から加茂野村と伊深村が離脱し、富田・加治田村組合立富加中学校となる。
- 1947年（昭和22年）8月12日 - 富加中学校校舎が増築され、富田小学校で授業を受けていた中学校生徒は富加中学校に移る。
- 1949年（昭和24年）10月1日 - 加茂郡富岡村の一部（大平賀）を編入したことにより、富岡小学校関市立富岡小学校の児童の一部が転入する。
- 1954年（昭和29年）7月1日 - 富田村と加治田村が合併し、富加村が発足。同時に富加村立富田小学校に改称する。
- 1961年（昭和36年）4月 - 校区が変更され、川小牧地区が加治田小学校から富田小学校に移る。
- 1973年（昭和48年） - 富田小学校と加治田小学校との統合が議決され、加治田小学校が廃校となり富田小学校に統合、富田小学校に新校舎を建設することとなる。
- 1974年（昭和49年）
  - 7月1日 - 町制施行により、富加町となる。同時に富加町立富田小学校に改称する。
  - 10月 - 新校舎（鉄筋コンクリート造）が完成。
- 1975年（昭和50年）4月1日 - 加治田小学校を統合する。同時に富加町立富加小学校に改称する。